# Arenga porphyrocarpa
Arenga porphyrocarpa là loài thực vật có hoa thuộc họ Arecaceae. Loài này được (Blume ex Mart.) H.E.Moore mô tả khoa học đầu tiên năm 1960.